# メノポーズ (ミュージカル)
『メノポーズ』 (Menopause) は、2001年3月28日にアメリカ合衆国フロリダ州オーランドにある、かつて香水店であった76席の劇場で始まったミュージカル。オリジナル・キャストは剛腕女性(後に専門職女性)役にシェリー・ブラウン、アイオワ主婦役にパティ・マグワイア、母性的な女性役にパミー・オバノン、ソープ・オペラ女優役にウエズリー・ウイリアムズが配役され、演出はキャスリーン・リンジーが担当した。「メノポーズ」とは「更年期｣の意味である。
ブルーミングデールズの下着売り場のセールで遭遇した4人が、チョコレートへの異常な食欲、ホットフラッシュ、記憶障害、寝汗、性交通についての25曲を歌う。1960年代から1980年代のベビーブーマーの頃のヒット曲である『ステイン・アライヴ』の替え歌『Stayin' Awake (不眠)』、『パフ』の替え歌『Puff, My God I'm Draggin' (無気力)』など、著名な曲のパロディを使用している。
更年期世代の女性達が時代から取り残されていると感じた脚本家のジーニー・リンダースは、より多くの人々に更年期について知ってもらおうと考えた。オフ・ブロードウェイでの成功により、ミシガン州デトロイト、イリノイ州シカゴ、カリフォルニア州ロサンゼルスを拠点とするリンダースのTOCプロダクションとマサチューセッツ州ボストン、コロラド州デンバー、ラスベガス・ストリップ(現在ルクソールで上演中)を拠点とするフロリダ州南部の劇場プロデューサーであるGフォー・プロダクションの双方によりプロデュースされる多くのカンパニーが全米で巡業することとなった。
その後数年のうちにオーストラリア、カナダ、イスラエル、イタリア、マレーシア、ニュージーランド、フィリピン、イギリス、南アフリカ共和国、韓国
など世界中で公演されるようになった。上演地に合わせ、アイオワ主婦はオーストラリアではダボ主婦、ニュージーランドではワイカト主婦となり、デパート名のブルーミングデールズはニュージーランドではSmith & Caughey's 、ロンドンではマークス&スペンサーに変更された。
公式サイトによると、これまでの観客動員は1,100万人である。その多くをRed Hat Society のメンバーが占める。
この公演は卵巣がん克服の資金集めのために全米ツアーで貢献していることで知られ、またジーニーCリンダース基金を設立し、更年期に関する問題の周知にも貢献している。公演会場で「ホットフラッシュうちわ」を販売し、基金への寄付を募っている。

## 使用楽曲
括弧内は原曲名。
| - Overture - オーケストラ - Change, Change, Change (Chain of Fools ) - 専門職女性、母性的女性、他 - I Heard It Through the Grapevine (悲しいうわさ) - 専門職女性、ソープ・オペラ女優 - Sign of the Times (Sign of the Times ) - 母性的女性、アイオワ主婦 - Stayin' Awake/Night Sweatin' (ステイン・アライヴ/Night Fever ) - アンサンブル - My Husband Sleeps Tonight (ライオンは寝ている) - 母性的女性、他 - Hot Flash (Heat Wave ) - ソープ・オペラ女優 - Drippin' and Droppin' (Wishin' and Hopin' ) - 母性的女性 - I'm Flashing (I'm Sorry ) - 専門職女性 - The Great Pretender (The Great Pretender ) - 専門職女性、アイオワ主婦、他 - Sane and Normal Girls /Thank You Doctor (California Girls /Help Me, Rhonda ) - アンサンブル - Lookin' for Food (Lookin' for Love ) - ソープ・オペラ女優、アイオワ主婦、他 - Please Make Me Over (Don't Make Me Over ) - ソープ・オペラ歌手 | - Beauty's Only Skin Deep (Beauty Is Only Skin Deep ) - アンサンブル - I'm Flashing (リプライズ) - 専門職女性 - Puff, My God, I'm Draggin' (パフ) - 母性的女性 - The Fat Gram Song (The Shoop Shoop Song (It's in His Kiss) ) - 専門職女性、他 - My Thighs (My Guy ) - アイオワ主婦、他 - Don't Say Nothing Bad About My Body (Don't Say Nothin' Bad (About My Baby) ) - ソープ・オペラ女優、他 - I'm No Babe, Ma (I Got You Babe ) - アンサンブル - Good Vibrations (グッド・ヴァイブレーション) - 母性的女性、ソープ・オペラ女優 - What's Love Got To Do With It? (愛の魔力) - 専門職女性、他 - Only You (オンリー・ユー - アイオワ主婦、他 - New Attitude (New Attitude ) - アンサンブル - This is Your Day (YMCA) - アンサンブル - Exit Music - オーケストラ |

## 評価
- chicagocritic.comのレスリー・フィッシャーは「笑いすぎて涙が出るため耐水性マスカラを使用した方が良い。ユーモアと優しさを兼ね備えた作家、プロデューサー、作詞家のジーニー・リンダースは40代から50代の全ての女性が経験することを的確に表現している。1950年代から1970年代の優れた楽曲が観客の愛や10代の頃の青春時代を思い出させてくれるであろう。リンダースは日々変化する体、感情、精神を研究し、成熟した人々の経験を反映し、替え歌の歌詞を作詞した。もしあなたが歌詞に共感できない部分があれば、それはあなたの友人が共感できるかもしれない」と記した[12]。
- The Daily Californian のジェネシー・ケイジーは「オールディーズの素晴らしい楽曲がユニークでウィットに富んだ替え歌となり、ダンスは楽しく、笑いすぎて酸欠になりバスルームに駆け込みたくても席を離れたくなくなる。観客の90%以上が女性で、私の2倍くらいの年齢と思われる。リンダースが作詞したユーモラスな歌詞は古い楽曲に合うだけでなく笑いも起こさせる。終演時には全ての観客が最後の曲が終わるまで拍手をし続け、賛同の叫びを上げていた」と記した。
- Baltimore Times-Herald では「『My Guy 』(私の彼)が『My Thighs 』(私の太もも)に、『I’m Sorry 』(ごめんなさい)が『I’m Flashing 』(ホットフラッシュ)、『The Great Pretender 』は記憶障害を悲嘆し、『A Sign of the Times 』の歌詞は「鏡にうつる自分を見たら、自分の母親に見えた」となる。舞台写真を見ましたか?とても愉快で楽しく、女性を完璧に導いている(観客の大笑いで判断し、大勢の観客はとても楽しんでいたようである)」と記した。

## 著名な出演者
- ミーガン・カヴァナー - ペニー・マーシャル監督の映画『プリティ・リーグ』でマーラ・フーチ役を演じたカヴァナーはシカゴにあるアポロ・シアター、マレーシアのクアラルンプール、全米ツアーでの公演でアイオワ主婦を演じた[13]。
- ペイジ・オハラ - ウォルト・ディズニーの『美女と野獣』のベルの声で知られるオハラはラスベガス公演のソープ・オペラ女優のオリジナル・キャストであった[14]。
- ジュディ・テヌータ - スタンダップ・コメディアンのテヌータはロサンゼルス公演およびシカゴ公演にゲスト出演した[15]。
- シェリル・ベイカー - 1980年代のポップ・スターであったベイカーは2009年のイギリス公演で母性的女性を演じた[16]。
- クイーン・エミリー - カリフォルニア州ストックトン出身で、『アメリカズ・ゴット・タレント』シーズン3で第5位となった歌手のエミリーは2009年のラスベガス公演に出演した[17]。
- スーザン・アントン - 映画『キャノンボール2』、テレビ『ベイウォッチ』で知られる女優および歌手のアントンは2010年から2011年の冬季のラスベガス公演に出演した[18]。

## 公演開催地
オリジナルのオーランド・プロダクションは開幕から今も上演し続けている。オフ・ブロードウェイ・プロダクションは1ヶ月のプレビュー公演の後、2002年4月4日にシアター・フォーで正式に開幕して1500回以上上演し、2006年春に閉幕した。アメリカの他、イギリス、イタリア、オーストラリア、ニュージーランド、カナダ、南アフリカ共和国でも上演されている。

## 関連事項
- 更年期障害